# Ayer Keroh

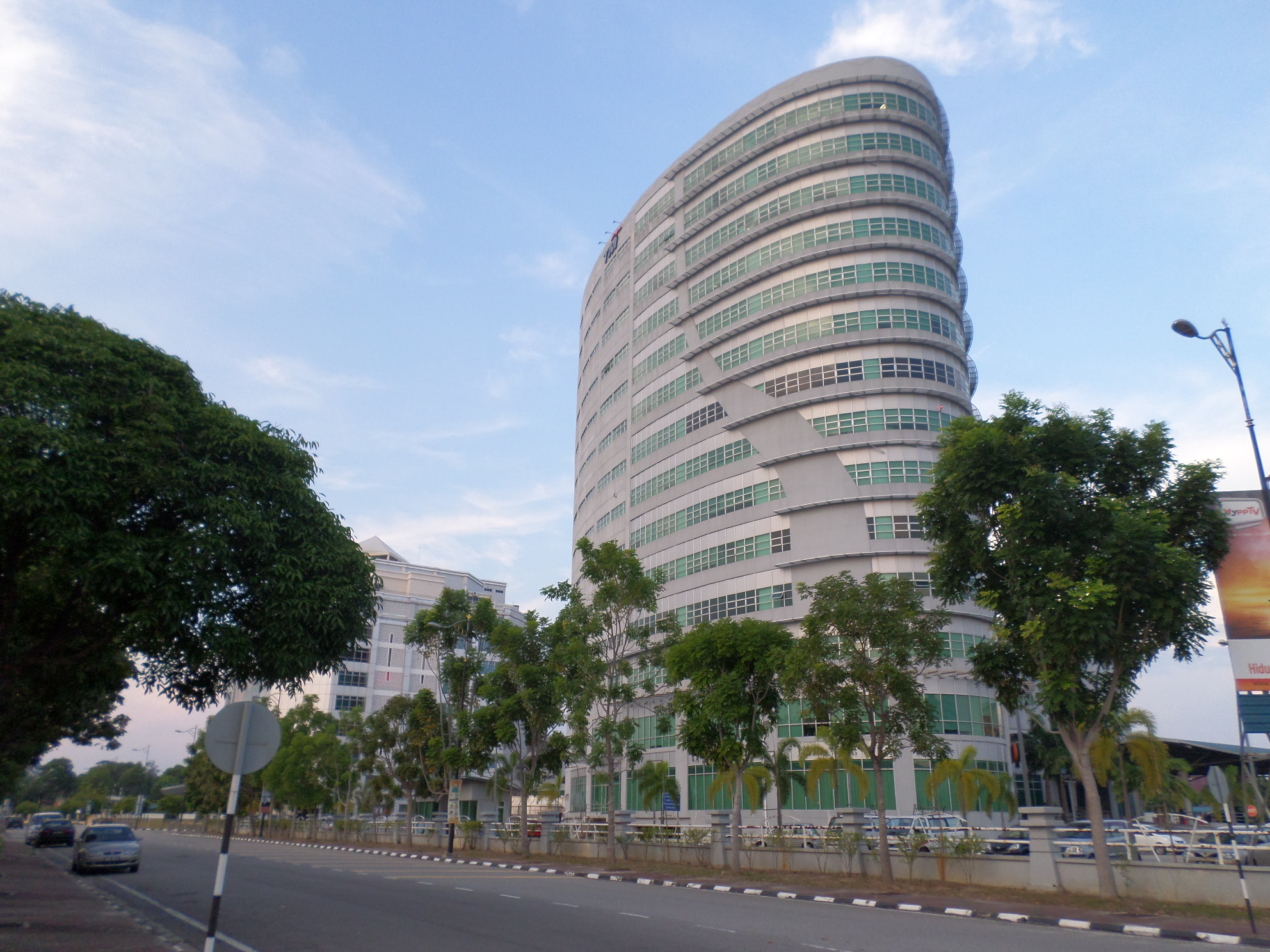
Ayer Keroh

Ayer Keroh is een stad in de Maleisische deelstaat Malakka.
De stad telt 12.000 inwoners.